# 사천휴게소
사천휴게소(泗川 休憩所,Sacheon Service Area)는 경상남도 사천시 곤양면에 위치한 남해고속도로의 고속도로 휴게소이다. 양방향 모두 존재한다. 주소는 순천방향이 경상남도 사천시 곤양면 묵실길 31-11,
부산방향이 경상남도 사천시 곤양면 서삼로 619이다.

## 시설

### 통영 방향
- 주차장
- 화장실
- 수유실
- 농산물판매장
- 정유소 : EX-OIL, S-OIL(LPG)
- 전기차충전소
- 브랜드매장 : 할리스
- 현금 자동 입출금기

### 대전방향
- 주차장
- 화장실
- 수유실
- 농산물판매장
- 정유소 : EX-OIL, E1
- 전기차충전소
- 브랜드매장 : 할리스
- 현금 자동 입출금기

## 전후
순천방향
| 다음 지점    | ← | 현재 지점  | ← | 이전 지점   |
| ------------ | - | ---------- | - | ----------- |
| 곤양 나들목  | ← | 사천휴게소 | ← | 축동 나들목 |
| 섬진강휴게소 | ← | 사천휴게소 | ← | 진주휴게소  |

부산방향
| 다음 지점    | ← | 현재 지점  | ← | 이전 지점   |
| ------------ | - | ---------- | - | ----------- |
| 곤양 나들목  | → | 사천휴게소 | → | 축동 나들목 |
| 섬진강휴게소 | → | 사천휴게소 | → | 진주휴게소  |